# مارسيلينو دوس سانتوس
مارسيلينو دوس سانتوس هو كاتب وشاعر وسياسي موزمبيقي، ولد في 20 مايو 1929 في Lumbo ‏ في موزمبيق، وتوفي في 11 فبراير 2020 في مابوتو في موزمبيق. نشط حزبياً في جبهة تحرير موزمبيق. وقد انتخب Governor of Sofala ‏ (1983 – 1986) وانتخب Member of the Assembly of the Republic ‏.

## وصلات خارجية
- مارسيلينو دوس سانتوس على موقع مونزينجر (الألمانية)
- مارسيلينو دوس سانتوس على موقع ميوزك برينز (الإنجليزية)